# Franciszek Jägerstätter
Franciszek Jägerstätter (niem. Franz Jägerstätter; ur. 20 maja 1907 w Sankt Radegund, zm. 9 sierpnia 1943 w Brandenburgu) – austriacki rolnik, kościelny, tercjarz franciszkański (OFS), a także żołnierz Wehrmachtu. 6 lipca 1943 – jako osoba odmawiająca służby wojskowej podczas II wojny światowej – został skazany na śmierć za „osłabienie siły militarnej”, a 9 sierpnia tego roku stracony. 7 maja 1997 Izba Karna Sądu Okręgowego w Berlinie uchyliła wyrok sądu wojskowego skazującego Jägerstättera na śmierć. 1 czerwca 2007 papież Benedykt XVI wydał dekret uznający Franciszka Jägerstättera za błogosławionego. Beatyfikacja odbyła się w Nowej Katedrze w Linzu 26 października 2007.

## Życiorys

### Dzieciństwo
Urodził się 20 maja 1907 w małej wsi Sankt Radegund w Górnej Austrii, jako nieślubny syn Rosalii Huber, służącej z Eggeltsdorf, i Franza Buchmeiera z Tarsdorf, który zginął w 1915, podczas I wojny światowej. Jego rodzice nie mogli się pobrać z powodu biedy. Rosalia, na skutek powikłań porodowych, nie mogła mieć już więcej dzieci. Wychowaniem Franza zajęła się Elisabeth Huber, jego babka, ponieważ Rosalia nie mogła go zabrać ze sobą na służbę. Po latach chłopiec wspominał, że babka Elisabeth była bardzo dobrą kobietą, silną, ciepłą i religijną.
Od 1 maja 1913 do 1921 Franz uczył się w jednoizbowej szkole ludowej w Sankt Radegund. Z powodu problemów z wyżywieniem rodziny przez Elisabeth Huber (od 1896 musiała sama utrzymywać rodzinę, bowiem jej mąż Johann Huber zmarł wówczas na gruźlicę płuc, a siostra Rosalii – Maria – także urodziła dwoje nieślubnych dzieci, które trafiły pod opiekę babki), mały Franz musiał trafić do domu rodziny ojca, Franza Buchmeiera.
19 lutego 1917 Rosalia wyszła za mąż za Heinricha Jägerstättera, właściciela gospodarstwa dzierżawnego. 12 października 1917 Franciszek został przez Heinricha usynowiony i otrzymał nazwisko Jägerstätter. Dla Rosalii ślub wiązał się z awansem społecznym – z dotychczasowej służącej stała się gospodynią gospodarstwa. Mogła też zabrać syna do domu. Pojawiły się jednak nowe trudności – Heinrich był alkoholikiem, a jego nietrafione inwestycje w prowadzonym gospodarstwie bardzo źle wpływały na finanse rodziny.

### Młodość
W 1927 Franz pracował jako najemny robotnik w gospodarstwie w bawarskim Teising koło Altötting, później przez trzy lata w kopalni w Styrii, a w 1931 (lub w 1930) wrócił do rodzinnej wsi. Dzięki pieniądzom zarobionym w kopalni został pierwszym we wsi posiadaczem motocykla. Był bywalcem w lokalnej gospodzie i często uczestniczył w zabawach tanecznych. Brał udział w bójkach i po jednej z nich spędził kilka dni w areszcie. Owocem nawiązanego tam przelotnego romansu z Theresie Auer była córka Hildegard, która urodziła się 1 sierpnia 1933. W tym samym roku umarł ojczym, Heinrich Jägerstätter, i adoptowany syn odziedziczył gospodarstwo.

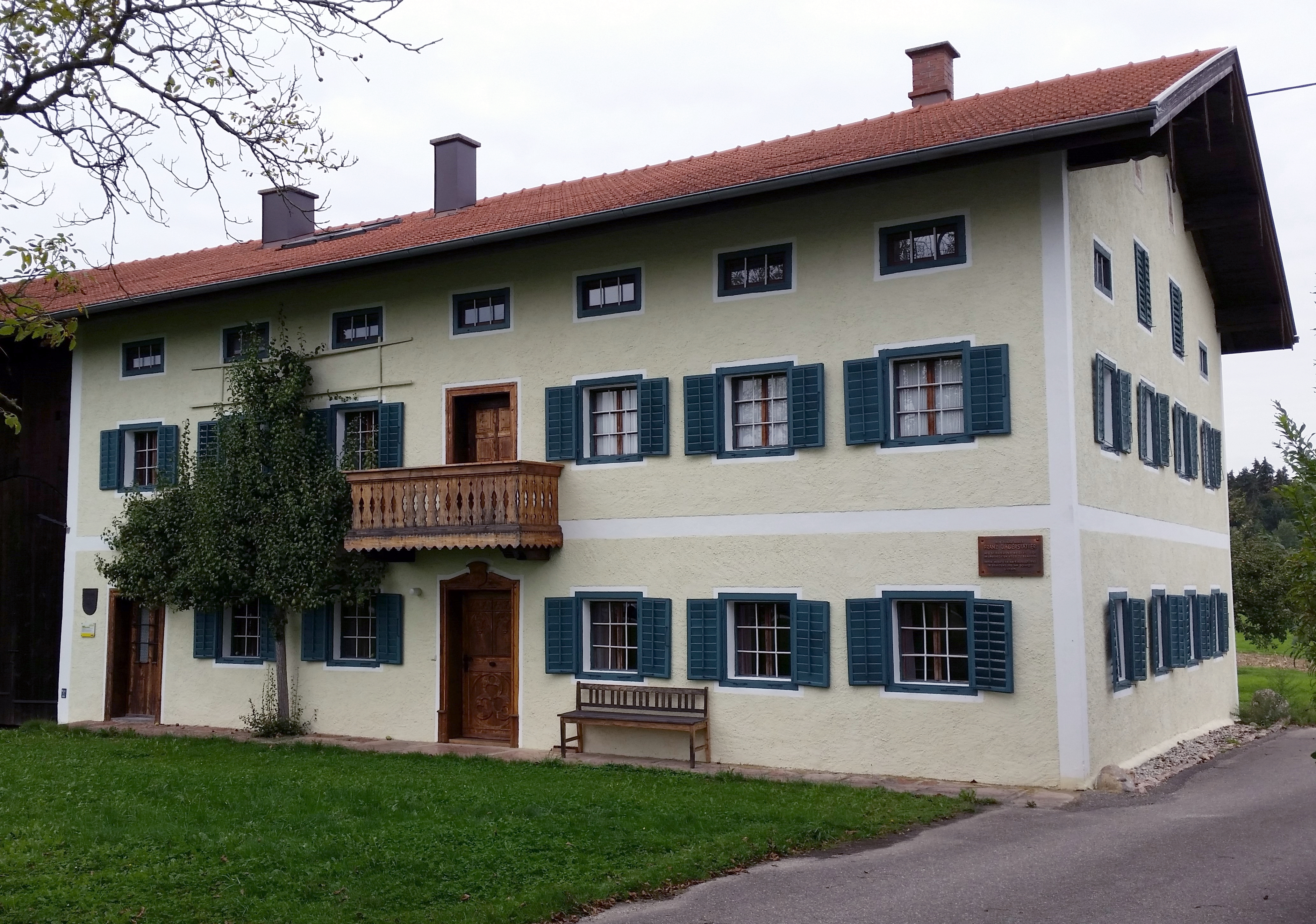
Dom Franza Jägerstättera, Sankt Radegund. Obecnie siedziba muzeum.

### Małżeństwo
W Wielki Czwartek 1936 Jägerstätter poślubił Franziskę Schwaninger, chłopkę z sąsiedniej parafii Hochburg-Ach. Para poznała się pół roku wcześniej na jednej potańcówek w gospodzie „Zur Reib”, w której przez ostatnie dwa lata pracowała Franziska.
Franziska pochodziła z religijnej, katolickiej rodziny. Jej babka należała do Trzeciego Zakonu franciszkańskiego, a ponadto wraz z ojcem dziewczyny, Lorenzem Schwaningerem, należała do Sodalicji Mariańskiej. W 1935 roku Franziska rozważała wstąpienie do zakonu, a w pierwszym okresie znajomości z Franciszkiem to ona dopingowała go, by uczestniczył w nabożeństwach i przystępował do sakramentów. Przed ślubem Franz z narzeczoną pojechali do rodziny Theresie Auer, matki Hildegard, by zaproponować, że zabiorą małą Hildę, nieślubną córkę Franza, do siebie. Matka dziecka i babka odmówiły.
Oznaką początków wewnętrznej przemiany, jakiej doznał Jägerstätter, była podróż poślubna do Rzymu, w którą młoda para wyruszyła już w dniu ślubu. Małżonkowie doczekali się trzech córek, a Franz wykazywał silny związek z nimi i woził je w wózku na spacery.
Okres dwóch pierwszych lat małżeństwa zbiegł się także z ożywioną dyskusją w Kościele na temat encykliki Mit brennender Sorge Piusa XI, w której nie padało wprawdzie ani razu określenie „narodowy socjalizm”, ale była papieskim orędziem potępiającym nazizm (jako przejaw neopogaństwa) oraz politykę prowadzoną przez Niemcy hitlerowskie.
W pierwszym okresie małżeństwa Franziska była bardziej aktywna religijnie niż mąż. Regularnie praktykowała udział w nabożeństwach i przystępowała do sakramentów. Jej postawa intrygowała Franza. Z czasem i on zaczął gorliwiej uczestniczyć w praktykach religijnych. Lokalna społeczność przyjmowała nową postawę Franza z pewnym zdziwieniem – codziennie uczestniczył we mszy św., przystępował do sakramentów i pielgrzymował wraz z żoną do sanktuarium w Altötting. W 1940 wstąpił do franciszkańskiego Trzeciego Zakonu, a rok później został zakrystianem w lokalnej parafii. Przemiana była możliwa dzięki wsparciu żony, która wywodziła się z wierzącej rodziny. Po latach Franziska wspominała, że obydwoje „wzajemnie pomagali sobie w wierze”. Wspólnie czytali Biblię, ale lektura teologiczna była już tylko domeną Franciszka, bowiem Franziska była zbyt zmęczona po pracy w gospodarstwie i opiece nad dziećmi.

## Przełom
Jägerstätter opisywał, że w styczniu 1938 miał sen, w którym widział pociąg jadący wokół góry, którego wagony były zapełnione dorosłymi i dziećmi z okolicy, a słyszany we śnie głos miał wyjaśniać, że „ten pociąg jedzie do piekła”. Franz rozumiał ten sen jako ostrzeżenie przed skutkami wprowadzanego narodowego socjalizmu i potrzebę określenia się, czy chce być narodowym socjalistą, czy katolikiem.
Po Anschlusie z 11 marca 1938 zorganizowane zostało referendum w sprawie przyłączenia Austrii do III Rzeszy. W tym okresie lokalna społeczność nie sprzyjała narodowym socjalistom. Franciszek pierwotnie nie chciał brać udziału w planowanym referendum w sprawie „przyłączenia” Austrii do Niemiec. Wskazywał, że nie ma realnego wyboru, gdyż Niemcy już i tak wkroczyli do Austrii siłą. Społeczność była jednak przestraszona perspektywą konsekwencji odmówienia udziału w głosowaniu. Do udziału w referendum Franciszka przekonał kowal, osoba szanowana w parafialnej społeczności. Franziska także odczuwała silną presję wywoływaną przez narodowosocjalistyczne akty przemocy. Mówiła, że „wszędzie zabierano ludzi”. Przyłączyła się do głosów przymuszających Franciszka, mówiąc, że przestanie go kochać, jeśli jej nie posłucha. Później żałowała tych słów, ale Franciszek poszedł na głosowanie. Jako jedyny zagłosował na „nie”, ale władze wyborcze zataiły ten głos sprzeciwu i w sprawozdaniu zapisały 100% głosów na „tak”. Dla Franciszka oddanie głosu w sposób zgodny z sumieniem był istotny. Dzięki temu zachował swobodę działania.
Jägerstätter krytycznie oceniał stanowisko i działania austriackiego Kościoła w sprawie referendum.

Sądzę, że gdyby katolickie domy boże były zamknięte, a tysiące wiernych ofiarowały swą krew i życie za Chrystusa i wiarę, prawdziwie chrześcijańska wiara nie stałaby w naszym kraju gorzej niż teraz, gdy [Kościół] w milczeniu przygląda się coraz bardziej szerzącym się błędom.

Możliwe, że biskupi myśleli też, że to wszystko nie potrwa długo i wkrótce wszystko się rozpadnie, a oni przez swoją ustępliwość uchronią [wiernych] przed męczeństwem i cierpieniami. Stało się inaczej. Minęło już wiele lat i każdego roku tysiące ludzi umierają w błędzie.

Jägerstätter odmówił też przyjęcia zapomogi na trójkę dzieci wypłacanej w ramach państwowego programu wspierającego rodziny. Sukcesywnie wycofywał się z życia publicznego, by nie być wciąganym w dyskusje polityczne. Odnotował, że ośmiu z dwunastu księży dekanatu, do którego należała jego parafia, zostało aresztowanych przez Gestapo pod zarzutem krytycznych wystąpień wobec władzy „tysiącletniej Rzeszy” podczas kazań. Postawa Jägerstättera nie znajdowała zrozumienia wśród lokalnej społeczności i traktowano go jako dziwaka.

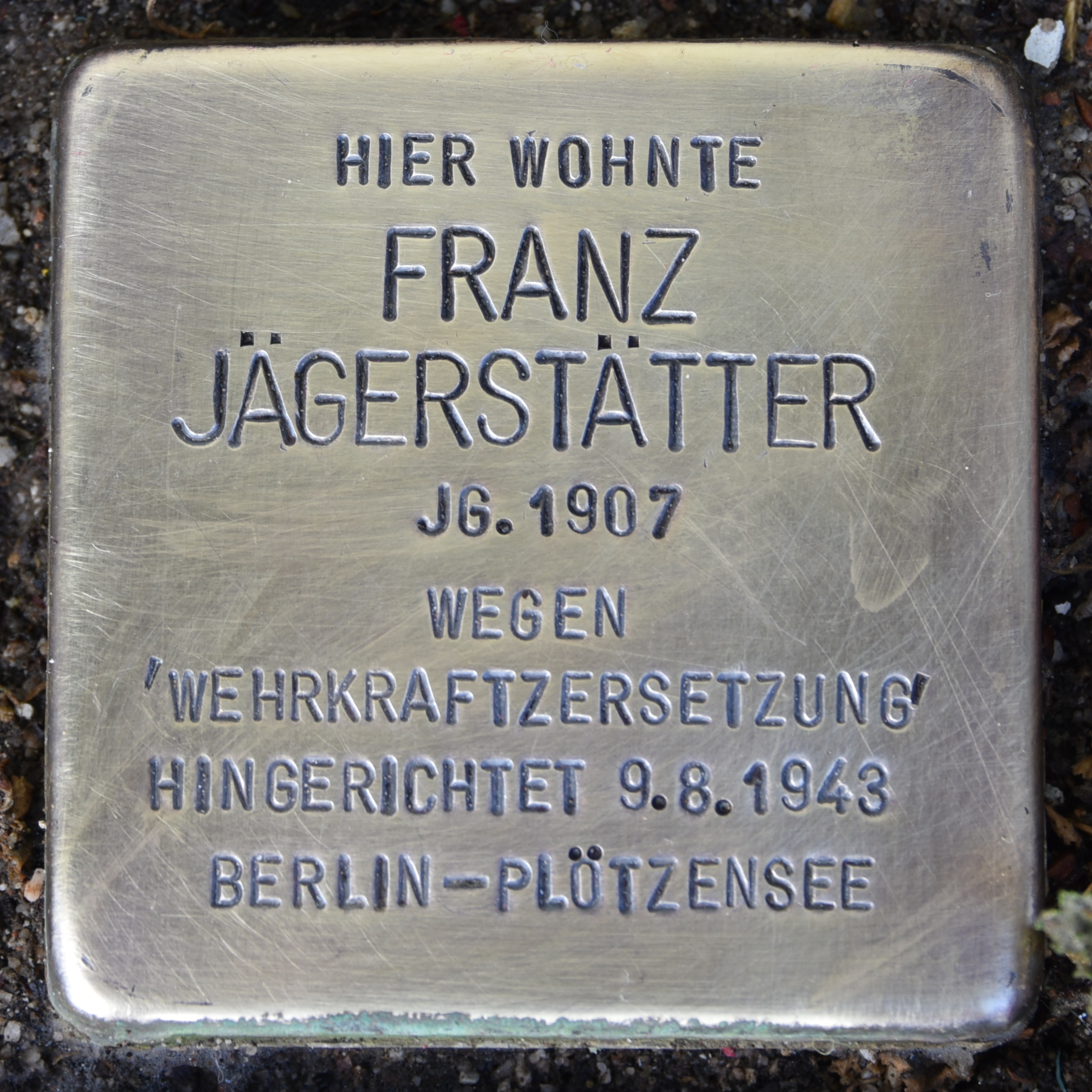
Stolperstein poświęcony Franzowi Jägerstätterowi

## Wehrmacht
W czerwcu 1940 Franz został powołany do odbycia służby wojskowej w jednostce Wehrmachtu w Enns (lub Braunau) i 17 czerwca tego roku złożył w Braunau am Inn przysięgę na wierność Hitlerowi. Franziska, która kilka tygodni wcześniej urodziła trzecią córkę, zachorowała, a teściowa trafiła do szpitala. Burmistrz, powiadomiony przez sąsiada Jägerstätterów interweniował u władz i Franciszek po kilku dniach został zwolniony, jako osoba „niezbędna”.
Po drugim wcieleniu do wojska, w październiku 1940, służył w Wehrmachcie przez pół roku, do kwietnia 1941, kiedy to opuścił jednostkę, również po interwencji burmistrza. W okresie pełnienia służby wojskowej zwrócił uwagę na przeprowadzaną w III Rzeszy eutanazję osób chorych psychicznie w ramach akcji T4 i publicznie oświadczył, że więcej nie podejmie służby wojskowej. Jego sprzeciw wynikał z przekonań religijnych. Franz Jägerstätter odrzucał opinie kapłanów i biskupów, którzy doradzali mu zmianę decyzji ze względu na rodzinę lub obowiązek wobec ojczyzny. Uważał, że Niemcom należało stawić opór zbrojny w czasie aneksji Austrii.
Rosalia Jägerstätter, matka Franciszka, bała się o życie syna, więc mobilizowała rodzinę i sąsiadów, by wpłynęli na niego i skłonili do zmiany nastawienia. Franziska początkowo także starała się wpłynąć na zmianę stanowiska: „Na początku usilnie go prosiłam, aby nie wystawiał swojego życia na niebezpieczeństwo. Później jednak, gdy wszyscy dookoła zaczęli spierać się z nim i mu wymyślać, mam na myśli rodzinę, zaprzestałam tego”. Franziska wykazywała coraz większe zrozumienie dla postawy męża.
8 grudnia 1940, podczas stacjonowania jednostki w Enns, Jägerstätter wraz z innym żołnierzem zostali przyjęci do Trzeciego Zakonu św. Franciszka. Do reguły należało zobowiązanie do „wprowadzania pokoju”. W rok po obłóczynach Franz miał złożyć profesję w rodzinnej miejscowości.
Jägerstätter nie był jednak zdeklarowanym pacyfistą. Jednostkowy udział w wojnie, którą wywołał Hitler, by zawładnąć światem, uważał za ciężki grzech i winę: „A czego wymaga się od chrześcijan? Nie mają składać ofiar, ale za to napadać na innych ludzi, rabować, a nawet mordować, żeby mogła powstać narodowosocjalistyczna światowa Rzesza”. Równocześnie nie zgadzał się z poglądem, że taka wojna nie może być traktowana jako niesprawiedliwa, bowiem ma także służyć w zwalczeniu bolszewizmu.
Odmowa pełnienia służby wojskowej stanowiła dla Jägerstättera niebezpieczeństwo utraty życia. Wszyscy bliscy – włącznie z żoną – starali mu się wyperswadować upór, ale gdy pozostał samotny przy swoich poglądach, wsparła go żona. Gdyby nie udzieliła mu poparcia, pozostałby osamotniony przeciw wszystkim. Franz szukał wsparcia u kilku duchownych, w tym u swojego proboszcza, który podczas spowiedzi nazwał go samobójcą i u biskupa Linzu Josepha Fließera, który próbując nakłonić Franza do zmiany stanowiska, powoływał się na poczucie odpowiedzialności: „Daremnie wyjaśniałem mu zasady moralne, co do stopnia odpowiedzialności obywatela i osoby prywatnej za czyny przełożonych, i przypominałem mu o jego znacznie większej odpowiedzialności za swoje życie prywatne, szczególnie za rodzinę.”
W 1941, po śmierci dotychczasowego kościelnego z kościoła w Sankt Radegund, Jägerstätter przyjął propozycję objęcia tej funkcji.
Wreszcie Jägerstätter po raz trzeci został powołany do wojska. 23 lutego 1943 otrzymał wezwanie do stawienia się 25 lutego w jednostce w Enns. Do swojego przyjaciela, proboszcza Josefa Karobatha napisał: „Muszę Cię poinformować, że prawdopodobnie już niedługo stracisz kolejnego ze swoich parafian. Otrzymałem dziś powołanie...”.
Do Enns przybył 28 lutego rano. 1 marca koło południa opuścił dom proboszcza Krenna i udał się do koszar, w których zameldował się wieczorem. Następnego dnia opuścił koszary na kilka godzin, a po powrocie zgłosił odmowę podjęcia służby wojskowej. Tego samego dnia rozpoczęły się przesłuchania, po czym został przewieziony do aresztu śledczego Wehrmachtu w Linzu. Dopiero tam napotkał innych osadzonych, którzy także protestowali przeciw udziałowi w wojnie i odmawiali pełnienia służby. 4 maja został przekazany do berlińskiego aresztu śledczego Wehrmachtu w Tegel, by jego sprawę rozpatrywał jednoinstancyjny Sąd Wojenny Rzeszy w Berlinie, który był przeznaczony dla wybranych grup oskarżonych, w tym „ciężkich przypadków”.

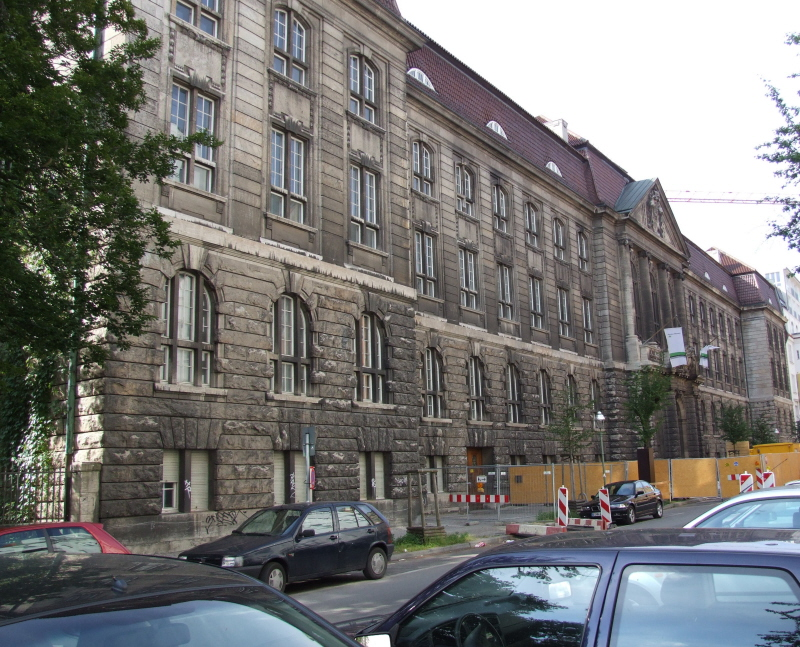
Współczesny (2006) wygląd budynku w berlińskiej dzielnicy Charlottenburg, w którym mieścił się Sąd Wojenny III Rzeszy (Reichskriegsgericht)

## Sąd Wojenny i wyrok
Na początku wojny na terenie Rzeszy weszło w życie Rozporządzenie o wojennym specjalnym prawie karnym, które przewidywało stosowanie kary śmierci w stosunku do żołnierzy, którzy odmówili służby wojskowej powołując się na przekonania religijne lub wolność sumienia. Dyspozycja taka nie wynikała jednak wprost z samego aktu prawnego. Klauzula ogólna ujęta w § 5 ust. 1 pkt. 3 tego rozporządzenia wskazywała na stosowanie do osób odmawiających służby wojskowej ze względu na przekonania zalecenia: „Kto podejmuje się (...) w jakikolwiek inny sposób uchylić się od pełnienia służby wojskowej całkowicie, częściowo lub czasowo, podlega karze śmierci za sabotowanie wysiłku obronnego”. Franz Jägerstätter był sądzony na podstawie tego przepisu.
Już w czasie pobytu w areszcie w Linzu Jägerstätter, skorygował swoje wcześniejsze nastawienie i wyrażał gotowość zastępczego pełnienia służby sanitarnej. 11 marca w liście do Franziski pisał: „Pragnę Ci donieść, że wyrażam gotowość pełnienia służby sanitarnej, gdyż można tam uczynić jeszcze wiele dobra i wcielać w życie chrześcijańską miłość bliźniego...”. Prawdopodobnie pełnienie takiej służby wymagało posługiwania się kłamstwem, czego Franz nie dopuszczał. Współwięźniowie wspominali go jako współtowarzysza, który zawsze znajdował słowa pocieszenia i dzielił się z nimi swoim chlebem. Wspominali także, że ze spokojem przyjmował szykany ze strony strażników.
6 lipca 1943 odbyło się posiedzenie II Senatu Sądu Wojennego Rzeszy w Berlinie, na którym Franz został oskarżony o „defetyzm”. Jägerstätter wyjaśnił, że odmówił walki z przyczyn religijnych i wyjaśnił, że jego zdaniem w takiej sytuacji „posłuszeństwo Bogu jest ważniejsze, niż posłuszeństwo człowiekowi”. Poprosił o zgodę na wypełnienie służby w postaci pracy w służbach sanitarnych, lecz jego prośba została odrzucona. Tego dnia został skazany na śmierć przez ścięcie. Od dnia wydania wyroku, jako osoba skazana na śmierć, Franciszek miał ręce skute kajdankami przez całą dobę, ale dotychczasowa izolacja więźnia berlińskiego aresztu została przerwana. Dzięki adwokatowi Jägerstätter mógł utrzymywać kontakt z kapelanem więziennym Heinrichem Kreutzbergiem i z miejscowym proboszczem.
W liście do wikarego Fürthauera z St. Radegund obrońca relacjonował fakt wydania wyroku skazującego:

Dzisiaj przed Sądem Wojennym Rzeszy odbył się proces, w czasie którego Jägerstätter niestety nie zmienił znanej wam postawy, tylko nadal stał na stanowisku, że jako katolik nie może walczyć z bronią w ręku. Oznaczałoby to bowiem, że walczyłby o narodowy socjalizm, co byłoby dla niego nie do przyjęcia. Z tego powodu Jägerstätter został skazany na śmierć. Wyrok nie jest prawomocny. Musi być jeszcze potwierdzony przez Przewodniczącego Sądu. Jägerstätter może być uratowany, gdy zrezygnuje ze swojej nierozsądnej decyzji i zadeklaruje, że odbędzie służbę wojskową. To mogłoby ewentualnie spowodować wznowienie postępowania karnego.

W tym samym liście adwokat zaznaczył, że gdyby ktoś z rodziny przyjechał do Berlina, to złoży wniosek o odroczenie potwierdzenia wyroku, a tym samym wstrzymanie wykonania wyroku. Dzień po otrzymaniu listu przez ks. Fürthauera Franziska wyruszyła do Berlina. Towarzyszył jej wikary. Następnego dnia dotarli do budynku Sądu Wojennego, gdzie spotkali się z Franzem i adwokatem. Podczas 20-minutowego spotkania małżonkowie nie mieli szans, by porozmawiać sam na sam. Większość czasu wykorzystał wikary, który natarczywie nalegał, by Franz zmienił zdanie. Późniejsze listy Franziski do męża nie zawierały wyrzutów, czy oceny, ale wyrażały wsparcie i troskę o niego: „...Mam nadzieję, że z pomocą Pana Boga wszystko będzie dobrze (...) i proszę nie trać nadziei w tych ciężkich chwilach”. Bezpośrednio po spotkaniu z mężem Franziska rozmawiała z adwokatem przydzielonym z urzędu. Zapytała o możliwość oddelegowania Franza do służby sanitarnej. Odpowiedział „Mogliśmy to zrobić, ale nie zrobiliśmy”.

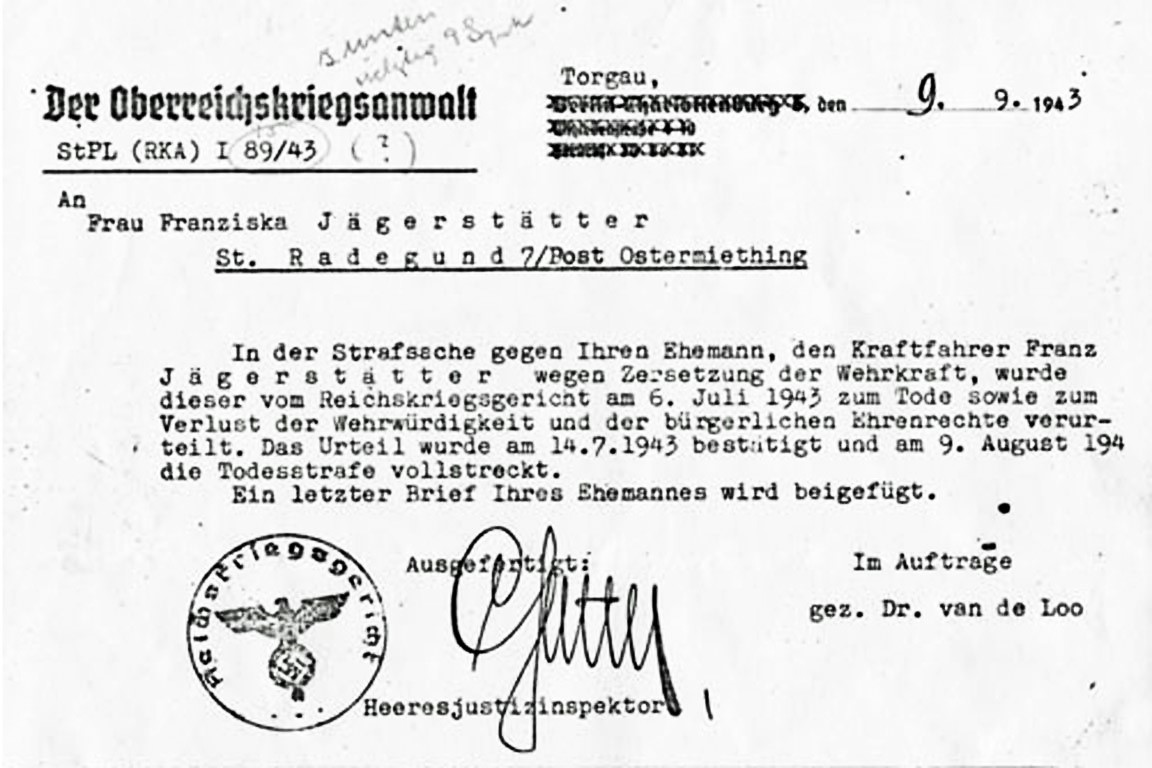
Zawiadomienie z 9 września 1943 o potwierdzeniu wyroku i wykonaniu kary śmierci

Rodzina i skazany mieli nadzieję, że wyrok nie zostanie potwierdzony. Zasadniczo potwierdzenie wyroku Sądu Wojennego było jednak wymogiem czysto formalnym, a tylko mniej niż 1% z 753 wydanych wyroków uległo złagodzeniu w ponownym procesie. Ostatnią szansą na uniknięcie wykonania orzeczonej kary było złożenie prośby o ułaskawienie do Führera. Szanse na uzyskanie takiego ułaskawienia było bliskie zeru, a prawdopodobnie nikt nie przedstawił Jägerstätterowi takiej możliwości. 14 lipca 1943 wyrok został potwierdzony przez Głównego Przewodniczącego Sądu Wojennego Rzeszy admirała Maxa Bastiana.
9 sierpnia Jägerstätter został przewieziony do więzienia Brandemburg-Görden. O godzinie 16:00 został ścięty.

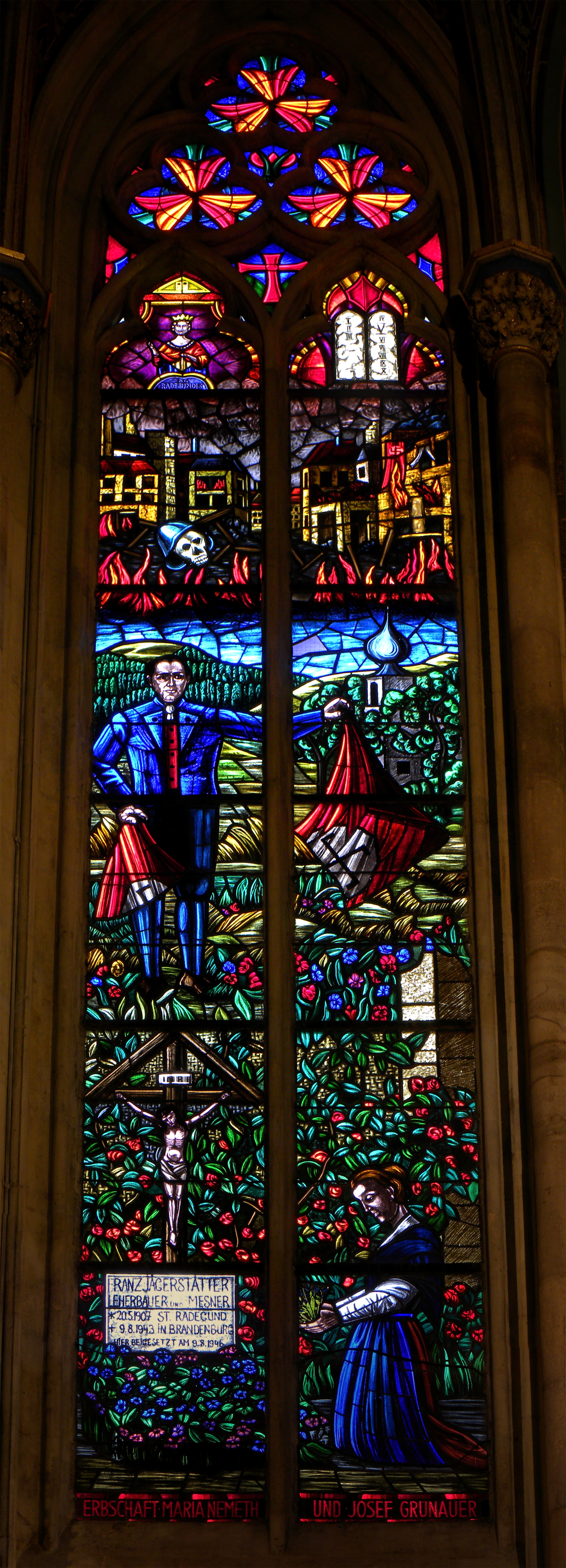
Jägerstätter na witrażu w Kościele Wotywnym w Wiedniu

5 września 1943 Franziska, nie wiedząc jeszcze o wykonaniu kary śmierci, wysłała list na ręce kapelana więziennego Heinricha Kreutzberga:

Bardzo mi go żal, bo straciłam przez niego dobrego męża i dobrego ojca moich dzieci. Mogę też zapewnić, że nasze małżeństwo było jednym z najszczęśliwszych w naszej parafii, wielu nam zazdrościło. Ale dobry Bóg ułożył to inaczej i rozluźnił piękną więź. Nie mogę się doczekać, aby zobaczyć cię ponownie w niebie, gdzie żadna wojna nie może nas rozdzielić.

Dopiero 9 września 1943 Inspektor wymiaru sprawiedliwości armii (Heeresjustizinspektor) napisał do Franziski zawiadomienie, w którym poinformował o tym, że wyrok z 6 lipca 1943 został potwierdzony 14 lipca, a 9 sierpnia 1943 Franciszek został stracony.
Ciała skazanych po egzekucji w Brandenburgii spopielano w miejskim krematorium, a urny były anonimowo grzebane na miejskim cmentarzu. W wyjątkowych przypadkach księża opiekujący się skazanymi w okresie poprzedzającym egzekucję zwracali się do dyrekcji cmentarza z prośbą o poinformowanie miejsca pochówku. W taki sposób urna z prochami Jägerstättera została oznaczona, a później miejsce pochówku było obsadzane kwiatami przez siostry ze Szpitala Brandenburskiego. Po zakończeniu wojny urna została wydobyta i przewieziona przez siostry (z zakonu do którego Franziska chciała wstąpić zanim poznała Franciszka) podróżujące do macierzystego domu w Vöcklabruck. 9 sierpnia 1946 urnę złożono w grobie przy murze kościoła w St. Radegund.

## Uchylenie wyroku
12 lutego 1997 Franziska Jägerstätter wraz z córkami zwróciła się z wnioskiem do Prokuratura przy Sądzie Okręgowym w Berlinie o uchylenie wyroku z 6 lipca 1943. 7 maja 1997 17. Izba Karna Sądu Okręgowego w Berlinie uchyliła wyrok sądu wojskowego skazującego Jägerstättera na śmierć. W uzasadnieniu skład orzekający stwierdził, że ktoś, kto sprzeciwia się przestępcom, nie może być uznany za przestępcę. Sąd orzekł, że wyrok z 1943 był oparty na przesłankach politycznych, a rozporządzenie (Kriegssonderstrafrechtsverordnung) będące podstawą wydania tego wyroku, wraz z innymi ustawami narodowosocjalistycznymi, zostało uchylone 30 stycznia 1946 przez Sojuszniczą Radę Kontroli Niemiec. Sąd powołał się także na przepis § 1 pkt 1 Ustawy o odszkodowaniach za krzywdy narodowosocjalistyczne w dziedzinie prawa karnego (Gesetzes zur Wiedergutmachung nationalsozialistischen Unrechts auf dem Gebiet des Strafrechts) z dnia 5 stycznia 1951, który nakazuje, że wydane w okresie od 30 stycznia 1933 do 8 maja 1945 orzeczenia sądów wydane na podstawie aktów prawnych mających na celu utrwalenie narodowego socjalizmu lub też jeżeli zostały podjęte z powodów politycznych, rasowych lub religijnych, winny być uchylone. Sędziowie stwierdzili, że Jägerstätter został skazany z powodów politycznych i religijnych, bowiem sąd wojenny wiedział, iż oskarżony nie był członkiem NSDAP oraz że był przeciwnikiem idei narodowego socjalizmu. Na polityczny charakter werdyktu z 1943 wskazywał fakt, iż orzeczona kara śmierci miała na celu osiągnięcie efektu „politycznie pożądanego odstraszenia”.

## Kult
Podczas debaty nad kształtem Konstytucji duszpasterskiej o Kościele w świecie współczesnym Gaudium et spes w 1965 abp. Thomas D. Roberts powiedział: „Potrzeba, abyśmy w tym piśmie ogłosili, że Kościół potwierdza prawo ludzkiego sumienia do odmowy niesprawiedliwej służby wojskowej [...] Męczennicy tacy jak Jägerstätter nigdy nie powinni czuć się w tym osamotnieni. Zaprasza Ojców Soboru do spojrzenia na tego człowieka i jego ofiarę w duchu wdzięczności, aby jego przykład był inspiracją dla naszych decyzji”.
7 października 1997 biskup Linzu Maximilian Aichern zainicjował diecezjalny proces informacyjny w sprawie ewentualnej beatyfikacji Franza Jägerstättera. Proces diecezjalny zakończył się 21 czerwca 2001, akta sprawy zostały przekazane postulatorowi w Rzymie w celu złożenia ich w Kongregacji Spraw Kanonizacyjnych.
1 czerwca 2007 papież Benedykt XVI wydał dekret uznający Franciszka Jägerstättera za błogosławionego. Konferencja Episkopatu Austrii określiła Franciszka Jägerstättera jako „męczennika sumienia” i „świadka Kazania na Górze”. Beatyfikacja odbyła się w Katedrze w Linzu 26 października 2007. Wzięła w niej udział 94-letnia małżonka Jägerstättera, Franziska, oraz ich wszystkie cztery córki.

Rolnik i zakrystianin Franz Jägerstätter dostrzegał wyraźniej niż wielu jemu współczesnych całkowitą niezgodność wiary chrześcijańskiej i zbrodniczego systemu narodowego socjalizmu. Choć był świadomy konsekwencji, podyktowana sumieniem decyzja skłoniła go do odmowy służby wojskowej dla Hitlera. Świadectwo Jägerstättera jest wspaniałym przykładem w mrocznych czasach; może również pomóc ludziom dzisiaj, znajdującym się w zupełnie innej sytuacji, w wyostrzeniu sumienia względem Ewangelii.

W Kościele katolickim wspomnienie liturgiczne Franciszka Jägerstättera obchodzone jest w dies natalis – 9 sierpnia.

## W kulturze
W 1967 Gordon C. Zahn wydał książkę Er folgte seinem Gewissen: Das einsame Zeugnis des Franz Jägerstätter, na podstawie której w 1971 Axel Corti nakręcił film Der Fall Jägerstätter. W 2019 amerykański reżyser Terrence Malick nakręcił film Ukryte życie (A Hidden Life) oparty na historii życia Jägerstättera. W tym samym roku obraz zdobył dwie nagrody na 24. Festiwalu Filmowym w Cannes: Nagrodę Jury Ekumenicznego i Nagrodę im. Francios Chalais.